# Dmitriy Danilenko
Pour les articles homonymes, voir Danylenko.
Dmitriy Danilenko est un escrimeur russe qui pratique l'arme du sabre

## Palmarès

### Championnats du monde
- 2016 à Rio de Janeiro
  -  Médaille d'or en sabre par équipes

### Championnats d'Europe
- 2018 à Novi Sad
  -  Médaille de bronze en sabre individuel
- 2017 à Tbilissi
  -  Médaille d'or en sabre par équipes
- 2016 à Toruń
  -  Médaille d'or en sabre par équipes